# コロンビア・パーク
コロンビア・パーク（Columbia Park）は、アメリカ合衆国ペンシルベニア州フィラデルフィアにかつて存在した野球場。MLBフィラデルフィア・アスレチックス（現アスレチックス）が球団創設から8シーズンのあいだ本拠地にしていた。
フィラデルフィア市内のビール醸造所が立ち並ぶ地区、コロンビア・アベニュー沿いに建設された。ただし、場内でのビール販売は許可されていなかった。
1901年の開場当初は一塁から本塁を経由して三塁までの間に木製で9,500人収容のスタンドが建っていたが、後に外野席を新設し、球場全体で13,600人まで収容できるようにした。それでも1905年にアスレチックスがワールドシリーズに進出したときには18,000人近いファンが球場に詰めかけ、ファンで溢れかえった。
コロンビア・パークの収容人数が足りないとみたアスレチックスは新球場を建設することを決定。新球場シャイブ・パークは1908年に建設が始まり翌1909年に完成。アスレチックスは同年シーズン開幕からシャイブ・パークに移転した。コロンビア・パークは1910年代に道路敷設のため取り壊された。